# Orsenigo
Orsenigo är en ort och kommun i provinsen Como i regionen Lombardiet i Italien. Kommunen hade 2 736 invånare (2018).